# 索洛米爾
51°51′37″N 26°15′7″E / 51.86028°N 26.25194°E
索洛米爾（烏克蘭語：Соломир），是烏克蘭西北部的村莊，隸屬里夫內州的瓦拉什區。該村始建於1855年，面積14.7平方公里，海拔高度142米，2001年人口268，人口密度每平方公里18.2人。